# Соучастники (Доктор Кто)
«Соучастники» (англ. Partners in Crime) — первый эпизод четвёртого сезона 2008 года британского научно-фантастического телесериалa «Доктор Кто». Эпизод был впервые показан 5 апреля 2008 года на телеканале BBC One.
В этом эпизоде в сериал возвращается комедийная актриса Кэтрин Тейт в роли Донны Ноубл из эпизода «Сбежавшая невеста» (2006). Донна и Доктор встречаются во время расследования деятельности компании «Адипоуз Индастриз», создавшей революционные таблетки для похудения. Вместе они пытаются спасти от смерти тысячи лондонцев, так как инопланетянка мисс Фостер планирует использовать людей для выращивания маленьких инопланетных существ — адипоуз.
Эпизод «Соучастники» по стилистике отличается от остальных эпизодов сериала: у Доктора и Донны нет явного врага, а адипоуз непохожи на привычных больших и страшных монстров сериала «Доктор Кто».
Кроме Донны Ноубл, в сериал возвращаются три персонажа. Жаклин Кинг вновь появляется в роли Сильвии Ноубл, матери Донны из эпизода «Сбежавшая невеста». Бернард Криббинс исполнил роль Уилфреда Мотта из «Путешествия проклятых» (2007). Криббинс вернулся в сериал, чтобы заменить персонажа Джеффа Ноубла из-за смерти актёра Говарда Эттфилда, исполнявшего роль отца Донны.
Билли Пайпер, исполнившая роль Розы Тайлер, появляется в сериале впервые после выхода эпизода «Судный день» (2006) в сцене, которая не была включена в эпизод при предварительных показах.
Эпизод получил множество положительных рецензий. Большинство критиков оценило спецэффекты, которые использовались для создания адипоуз. Критики также хвалили игру Тейт, более тонкую, чем в «Сбежавшей невесте»: когда Донна стала постоянной спутницей Доктора, она из крикливой рыночной торговки превратилась в более эмоционального персонажа. Взгляды критиков по поводу сюжета разделились: мнения критиков о сценарии Рассела Т. Дэвиса варьировались от «чистого удовольствия» до «затянутого и написанного на скорую руку».

## Сюжет
Эпизод в основном сосредоточен на Донне Ноубл, бывшей спутнице Доктора из эпизода «Сбежавшая невеста». После случайной встречи с Доктором Донна разочаровывается в обычной жизни и жалеет о том, что отказалась путешествовать с ним в ТАРДИС. В надежде повстречать Доктора она начинает проводить расследования различных теорий заговора и делится своими переживаниями с дедушкой. Уилфред Мотт — астроном-любитель, и он уже встречал Доктора в эпизоде «Путешествие проклятых».
Под девизом «жир просто уходит» компания «Адипоуз Индастриз» продаёт жителям Лондона чудодейственные таблетки для похудения. Доктор и Донна, подозревая неземное происхождение этих пилюль, отдельно друг от друга исследуют деятельность компании. Вскоре они убеждаются, что девиз компании буквален: путём партеногенеза таблетки превращают жировую ткань человека в существ адипоуз, которые потом покидают организм хозяина. В экстренных случаях для создания адипоуз могут быть использованы все ткани человеческого организма, при этом хозяин погибает.
Когда Доктор и Донна встречаются, их обнаруживает мисс Фостер — инопланетянка, которая хочет использовать людей с лишним весом для выращивания потомства первой семьи адипоуз. Мисс Фостер упоминает, что адипоуз потеряли свою планету для размножения и наняли её, чтобы найти новую. Фостер выбрала Землю, зная, что это незаконно.
Мисс Фостер приходится ускорить осуществление своих планов, так как Доктор знает, что она нарушила галактические законы, и угрожает обратиться в межгалактическую полицию — Прокламацию Теней. По всему Лондону происходит рождение адипоуз, вскоре их число достигает нескольких тысяч. Пока тысячи адипоуз направляются к зданию «Адипоуз Индастриз», Доктор и Донна предотвращают процесс полного экстренного партеногенеза. Первая адипоузская семья забирает новорождённых адипоуз и убивает Фостер, чтобы скрыть факт незаконного выращивания адипоуз на Земле.
Доктор воздерживается от уничтожения детей адипоуз, а Донна, вспомнив об убийстве детей ракносс, замечает, что предыдущая спутница Доктора, Марта Джонс, сделала его более гуманным.
В конце эпизода Донна принимает приглашение путешествовать с Доктором в ТАРДИС, но сначала ей нужно оставить в безопасном месте ключи от машины. Она просит блондинку помочь Сильвии найти ключи, и оказывается, что эта девушка — Роза Тайлер. В финальной сцене Донна просит Доктора пролететь над холмом Уилфреда.